# Dodecacarbonilo de trihierro
El dodecacarbonilo trihierro es el compuesto organohierro con la fórmula Fe3(CO)12. Es un sólido verde oscuro que sublima al vacío. Es soluble en disolventes orgánicos no polares para dar soluciones de color verde intenso. La mayoría de los clústers de baja nuclearidad son de color amarillo pálido o naranja. Las soluciones calientes de Fe3(CO)12 se descomponen en un espejo de hierro, que puede ser pirofórico en el aire. El sólido se descompone lentamente en el aire, por lo que las muestras normalmente se almacenan frías bajo una atmósfera inerte. Es una fuente de hierro (0) más reactiva que el hierro pentacarbonilo.

## Síntesis
Fue uno de los primeros grupos carbonilo metálicos sintetizados. Ocasionalmente se obtuvo a partir de la termólisis de Fe(CO)5 :
3 Fe(CO)5 → Fe3(CO)12 + 3 CO
Los rastros del compuesto se detectan fácilmente debido a su característico color verde intenso. La fotólisis UV del Fe(CO)5 produce Fe2(CO)9, no Fe3(CO)12.
La síntesis habitual de Fe3(CO)12 comienza con la reacción del Fe(CO)5 con una base:
3 Fe(CO)5 + (C2H5)3N + H2O → [(C2H5)3NH][HFe3(CO)11] + 3 CO + CO2
seguido de la oxidación del grupo hidruro resultante con ácido:
[(C2H5)3NH][HFe3(CO)11] + HCl + CO → Fe3(CO)12 + H2 + [(C2H5)3NH]Cl
La síntesis original de Walter Hieber et al. implicó la oxidación de H2Fe(CO)4 con dióxido de manganeso. El grupo se formuló originalmente de forma incorrecta como "Fe(CO) 4 ".

## Estructura

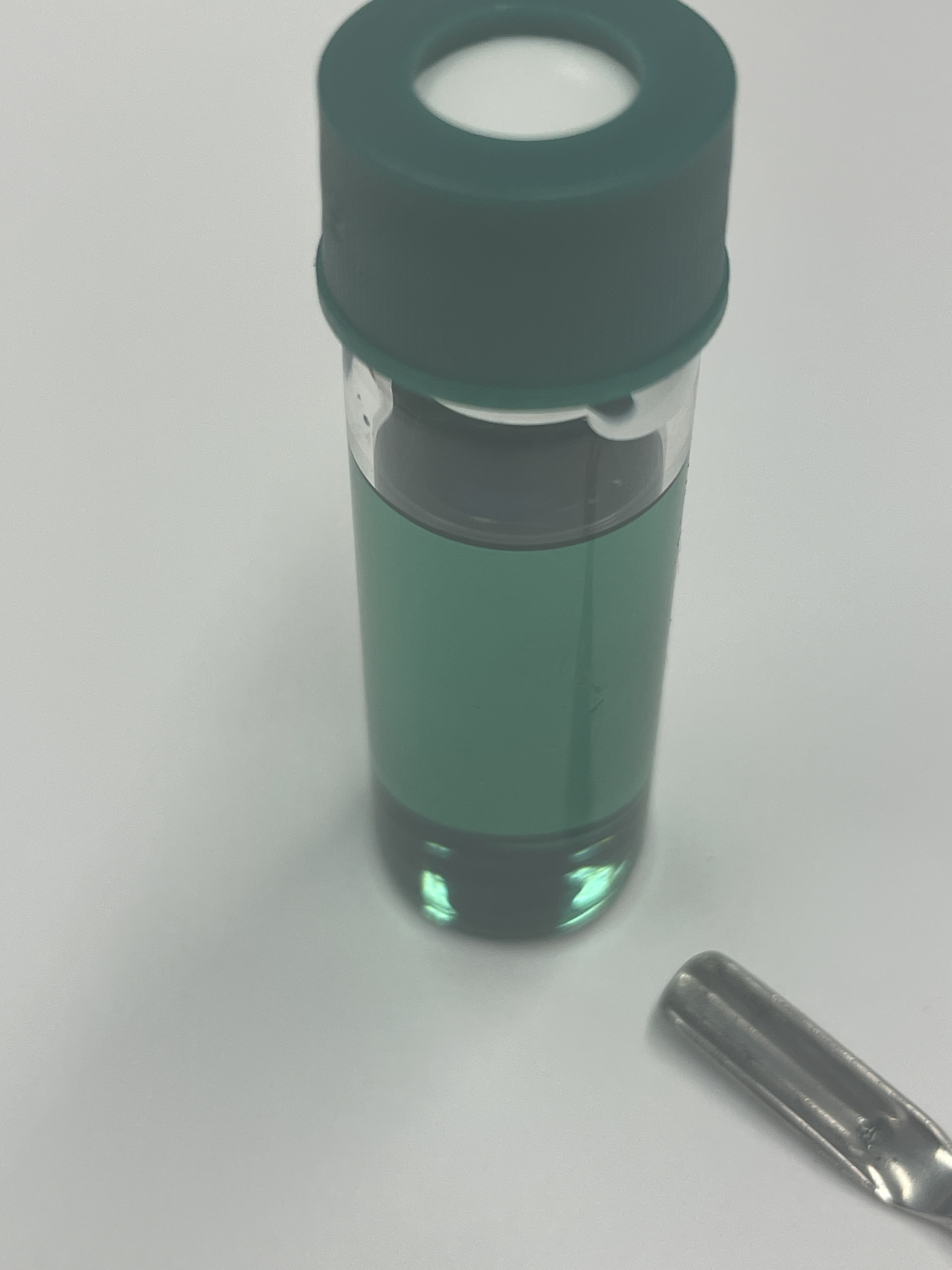
Solución saturada de Fe_{3}(CO)_{12} en mesitileno.

La elucidación de la estructura del Fe3(CO)12 resultó ser un desafío porque los ligandos de CO están desordenados en los cristales. Las primeras evidencias de su distintiva estructura C2v provinieron de mediciones espectroscópicas de Mössbauer que revelaron dos dobletes cuadrupolos con desplazamientos de isómeros similares pero diferentes (1,13 y 0.13 mm s−1) constantes de acoplamiento cuadrupolar.
El Fe3(CO)12 consiste en un triángulo de átomos de hierro rodeados por 12 ligandos CO. Diez de los ligandos CO son terminales y dos abarcan un borde Fe---Fe, lo que da como resultado una simetría de grupo puntual C2v. Por el contrario, el Ru3(CO)12 y el Os3(CO)12 adoptan estructuras D3h -simétricas, en donde los 12 ligandos CO están unidos terminalmente a los metales. En solución, el Fe3(CO)12 es fluxional, lo que da como resultado la equivalencia de los 12 grupos CO en la escala de tiempo de RMN de 13C.
El anión [HFe3(CO)11] − está relacionado estructuralmente con Fe3(CO)12, y el hidruro reemplaza a un ligando CO puente. Se describe el enlace en la subunidad Fe-H-Fe utilizando conceptos desarrollados para el diborano.

## Reacciones
Las soluciones de Fe3(CO)12 reaccionan con trifenilfosfina para dar (trifenilfosfina)hierro tetracarbonilo (y algo de bis(trifenilfosfina)hierro tricarbonilo).
Fe
3(CO)
12  +  3 P(C
6H
5)
3  →  3 Fe(CO)
4(P(C
6H
5)
3)
El calentamiento del Fe3(CO)12 produce un bajo rendimiento del grupo carburo Fe5(CO)15C. Estas reacciones se producen mediante la desproporción de CO para dar CO2 y carbono.
El Fe3(CO)12 forma "ferroles" al reaccionar con heterociclos como los tiofenos.
El Fe3(CO)12 reacciona con tioles y disulfuros para dar complejos con puentes de tiolato, como el dímero de metiltioirontricarbonilo :
2 Fe3(CO)12 + 3 (CH3)2 S2 → 3 [Fe(CO)3SCH3]2 + 6 CO. Estos complejos se estudian como imitadores de la hidrogenasa.

## Seguridad
El Fe3(CO)12 es peligroso como fuente de monóxido de carbono. Las muestras sólidas, especialmente cuando están finamente divididas, y los residuos de las reacciones pueden ser pirofóricos, lo que puede encender los solventes orgánicos utilizados para dichas reacciones.